# Bibliothèque municipale de Lyon
De Bibliothèque municipale de Lyon (BML) is een van de 54 geklasseerde openbare bibliotheken van Frankrijk. Ze is verdeeld over 16 filialen, waarvan de hoofdzetel, die van de Part-Dieu in het 3de arrondissement van Lyon, een van de grootste openbare bibliotheken van Europa is. De totale oppervlakte van deze locatie bedraagt 17.000 m². Het magazijn is een toren van 17 verdiepingen. Na de Bibliothèque nationale de France (BNF) in Parijs, wordt hier de grootste collectie bewaard met ongeveer 3 miljoen stukken.

## Collectie
- Oude boeken
- Incunabelen
- Manuscripten
- Prenten
- Foto’s
- Wettelijk depot

## Historiek
- In de 16de eeuw werd door de stad het beheer van het Collège de la Trinité aan de jezuïeten toevertrouwd. Hier werd een verzameling van oude boeken en manuscripten aangelegd.
- Na het verdrijven van de jezuïeten werd de bibliotheek van het college met haar 40.000 boeken publiek.
- In de loop der jaren werd op een aantal locaties in Lyon filialen van de bibliotheek opgericht.
- Vanaf 1993 worden boeken gedigitaliseerd, met een enorme schaalvergroting vanaf 2009 via partnerschap met Google Books.